# كولبي بيرسون
كولبي بيرسون (بالإنجليزية: Colby Pearson)‏ هو لاعب كرة قدم أمريكية أمريكي، ولد في 19 يناير 1995 في بلاكفوت في الولايات المتحدة.